# Еренгард фон Изенбург
Еренгард (Ирменгард) фон Изенбург (на немски: Ehrengard von Isenburg; * 1 октомври 1577; † 21 септември 1637 във Франкфурт на Майн) от род Изенберг е графиня от Изенбург-Бирщайн и чрез женитба графиня на Ханау-Мюнценберг-Шварценфелс.
Тя е най-малката дъщеря, десетото дете, на граф Филип II фон Изенбург-Бюдинген-Бирщайн (1526 – 1596) и съпругата му Ирменгард фон Золмс-Браунфелс (1536 – 1577), дъщеря на граф Филип фон Золмс-Браунфелс и Анна фон Текленбург. Майка ѝ Ирменгард умира при нейното раждане.

Еренгард се омъжва на 16 август 1604 г. в Бирщайн за граф Албрехт фон Ханау-Мюнценберг (1579 – 1635), малкият син на граф Филип Лудвиг I фон Ханау-Мюнценберг (1553 – 1580) и съпругата му графиня Магдалена фон Валдек (1558 – 1599). 
Заради Тридесетгодишната война Еренгард, Албрехт и фамилията бягат през 1633 г. от замък Шварценфелс (днес част от Зинтал) първо във Вормс и по-късно в Страсбург, където се борят с големи финансови трудности. Граф Албрехт умира на 19 декември 1635 г. в изгнание в Страсбург. След това тя се мести във Франкфурт на Майн, където умира на 21 септември 1637 г. и през 1646 г. е преместена в Ханау.

## Деца
Еренгард и Албрехт фон Ханау-Мюнценберг имат децата:
- Албрехт (Алберт) (1605 – 1614)
- Мориц (1606 – като дете)
- Катарина Елизабет (1607 – 1647), омъжена за граф Вилхелм Ото фон Изенбург-Бюдинген-Бирщайн (1597 –1667), син на граф Волфганг Ернст I фон Изенбург-Бюдинген и графиня Анна фон Глайхен-Рембда
- Йохана (1610 – 1673), омъжена I. за вилд- и Рейнграф Волфганг Фридрих фон Салм-Даун (1589 – 1638), син на Адолф Хайнрих, вилд- и Рейнграф фон Даун-Ньофвил и графиня Юлиана фон Насау-Диленбург; Бракът е бездетен. II. 1646 г. за принц Мануело Антонио от Португалия (1600 – 1666), син на принц Мануел де Португал и принцеса Емилия фон Насау-Орания
- Магдалена Елизабет (1611 – 1687), омъжена за Георг Фридрих Шенк фон Лимпург (1596 – 1651)
- Йохан Ернст (1613 – 1642), последният управляващ граф от фамилията Ханау-Мюнценберг, сгоден 1641 г. за принцеса Сузана Маргарета фон Анхалт-Десау (1610 – 1663), дъщеря на княз Йохан Георг I фон Анхалт-Десау и пфалцграфиня Доротея фон Пфалц-Зимерн
- Лудвиг Христоф (1614; † ок. 1620)
- Елизабет (1615? – 1665)
- Мария Юлиана (1617 – 1643), омъжена 1643 г. за граф Йохан Лудвиг фон Изенбург-Бюдинген (1622 – 1685), син на граф Волфганг Хайнрих фон Изенбург-Бюдинген